# Abajská step
Abajská step je mezihorská kotlina tektonického původu v Centrálním Altaji v Altajském kraji Ruské Federace. Rozkládá se mezi výběžky hřbetu Cholzun na jihozápadě a Terektianským hřbetem na severovýchodě. Průměrná výška povrchu je okolo 1100 m n. m., maximální výška je 1300 m n. m.
Abajská step táhne od západu na východ, délka je asi 25 km, šířka se pohybuje od 6 do 9 km. Protékají jí řeky Koksu, Abaj a Aksas (povodí Katuňa). Podnebí je kontinentální, velmi suché.
Půdy jsou převážně černozemní, povrch pokrývá stepní rostlinstvo, v severozápadní a západní části jsou bažiny a mokřady. Step je převážně rozoraná a pěstuje se na ní kukuřice, zbytek tvoří pastviny.
Ve stepi jsou osady Amur, Abaj a Justik.